# Geografia Mauritaniei
Geografia Mauritaniei este dictată de poziția sa în continentul african. 